# ダイハツ・フェローザ
フェローザ（FEROZA）は、ダイハツ工業が製造・販売していたSUVである。

## 初代 F300型（1989年 - 2002年）

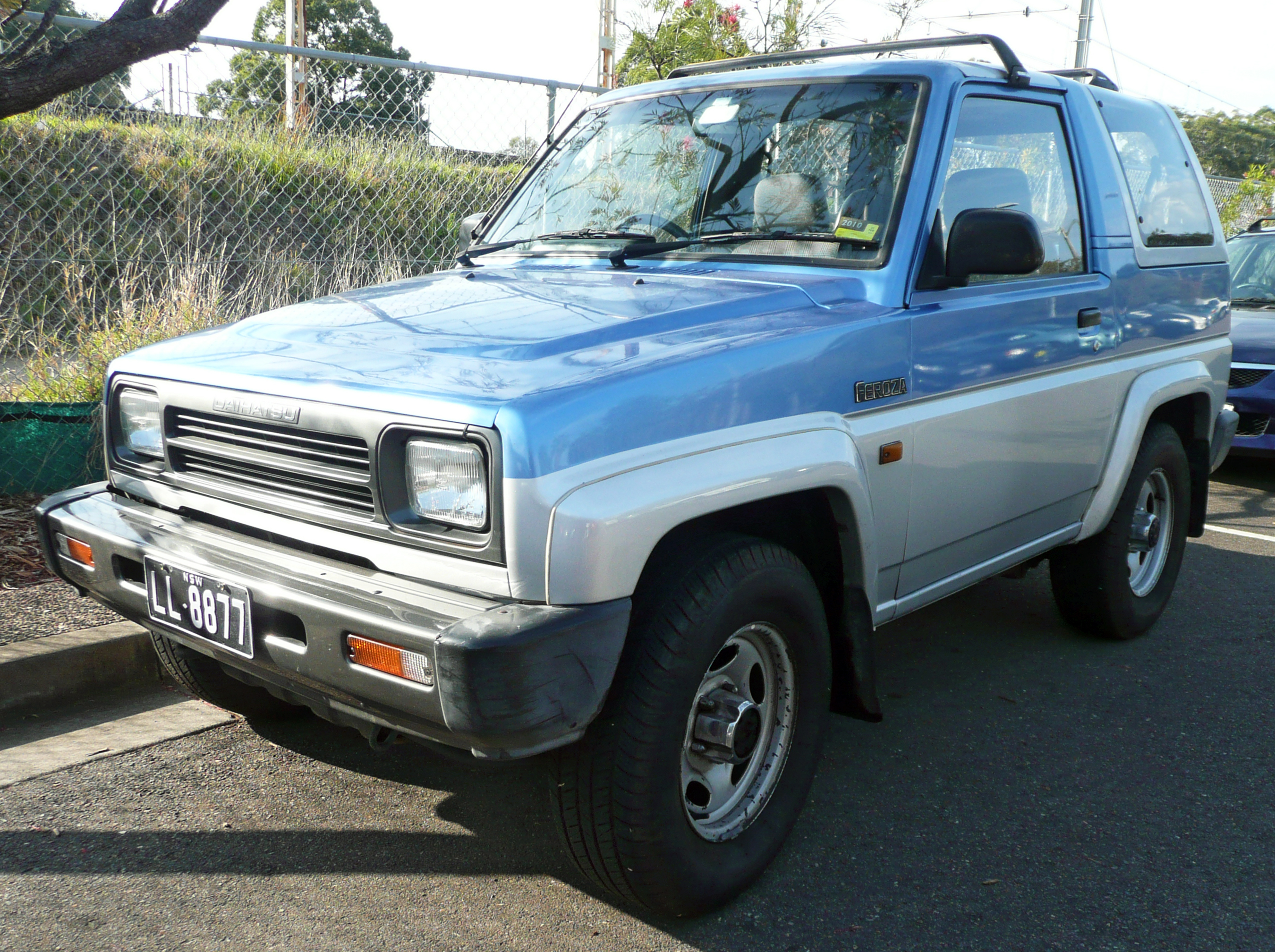
SE ハードトップ（フロント）
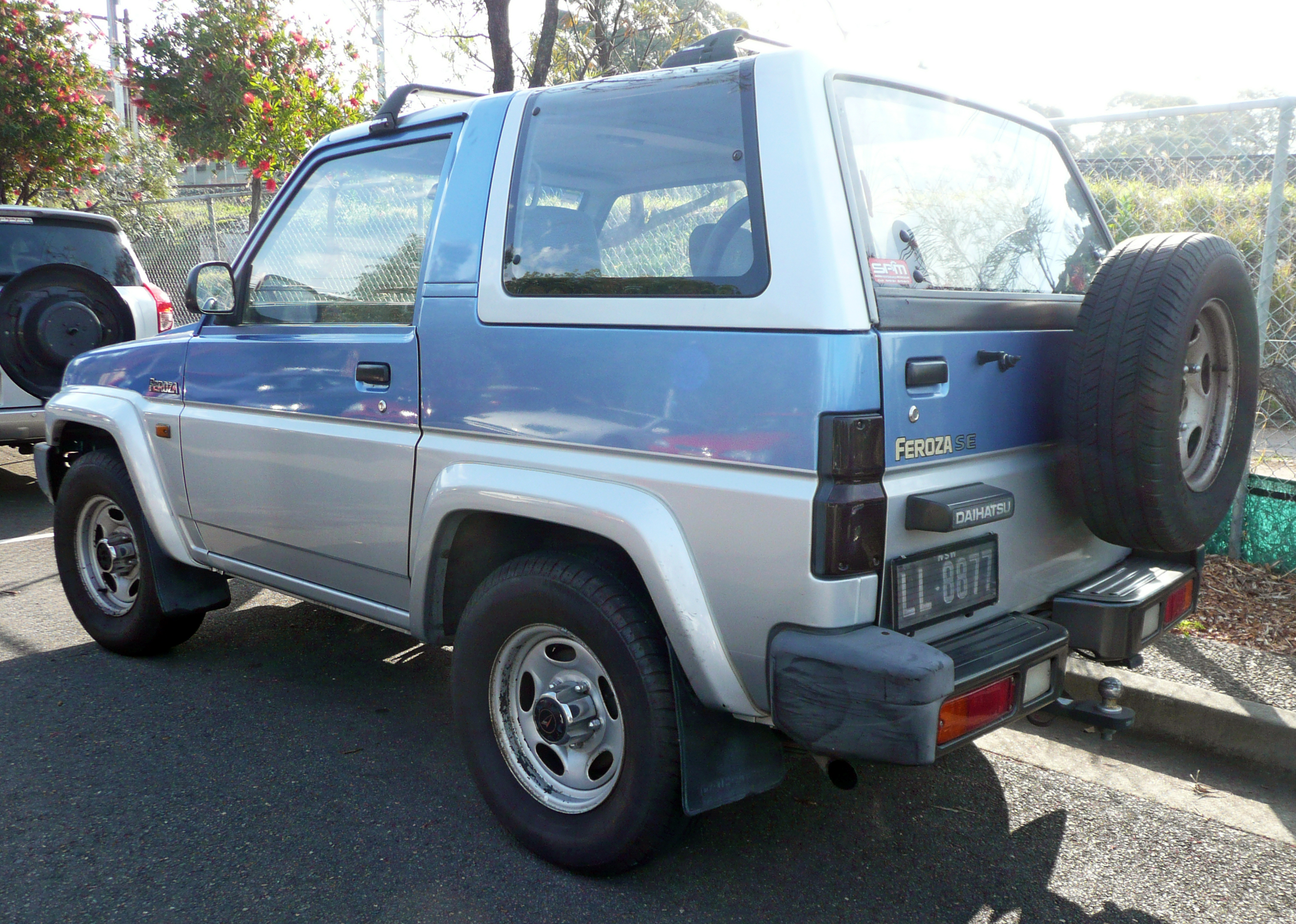
SE ハードトップ（リア）
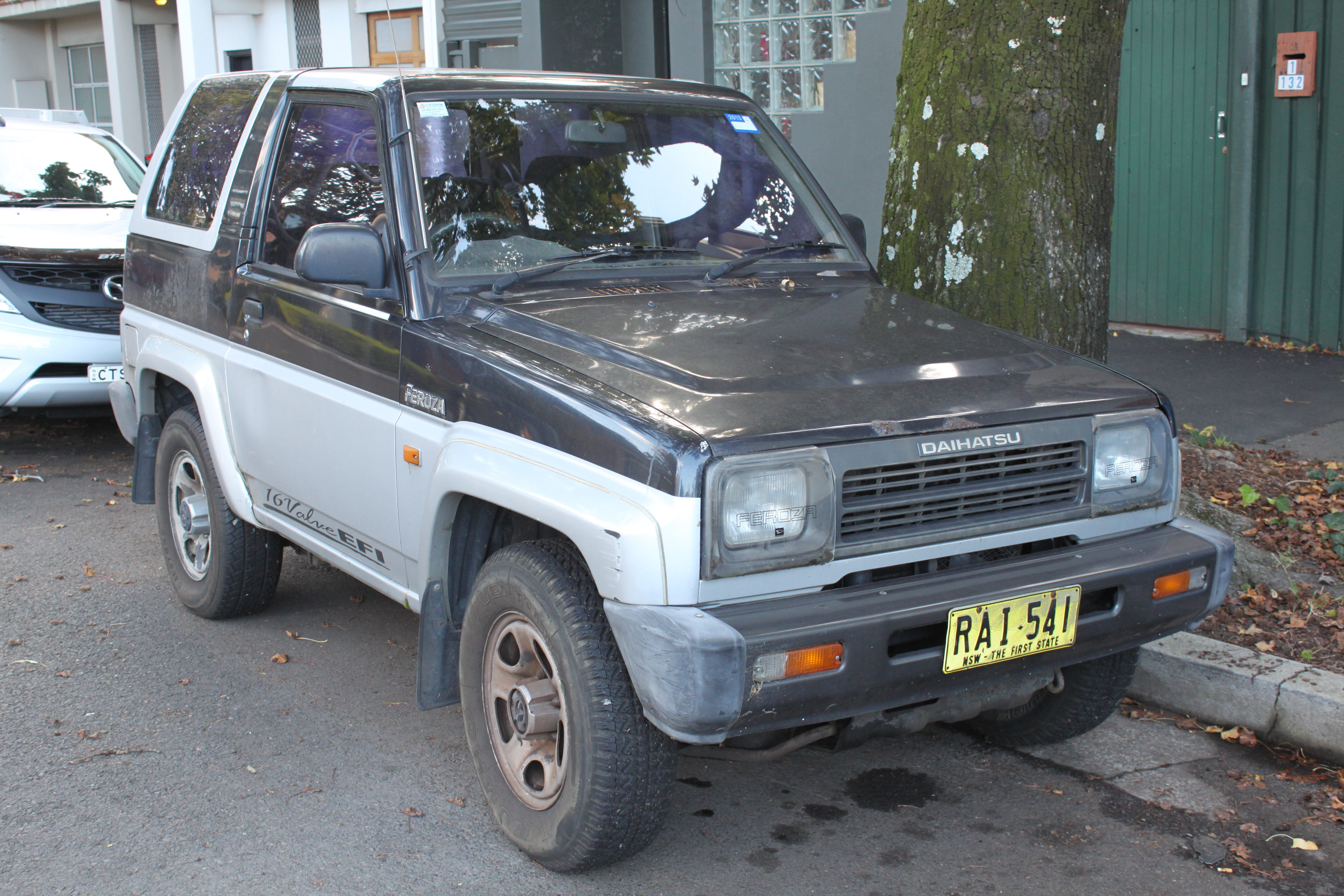
EL-Ⅲ ハードトップ（フロント）
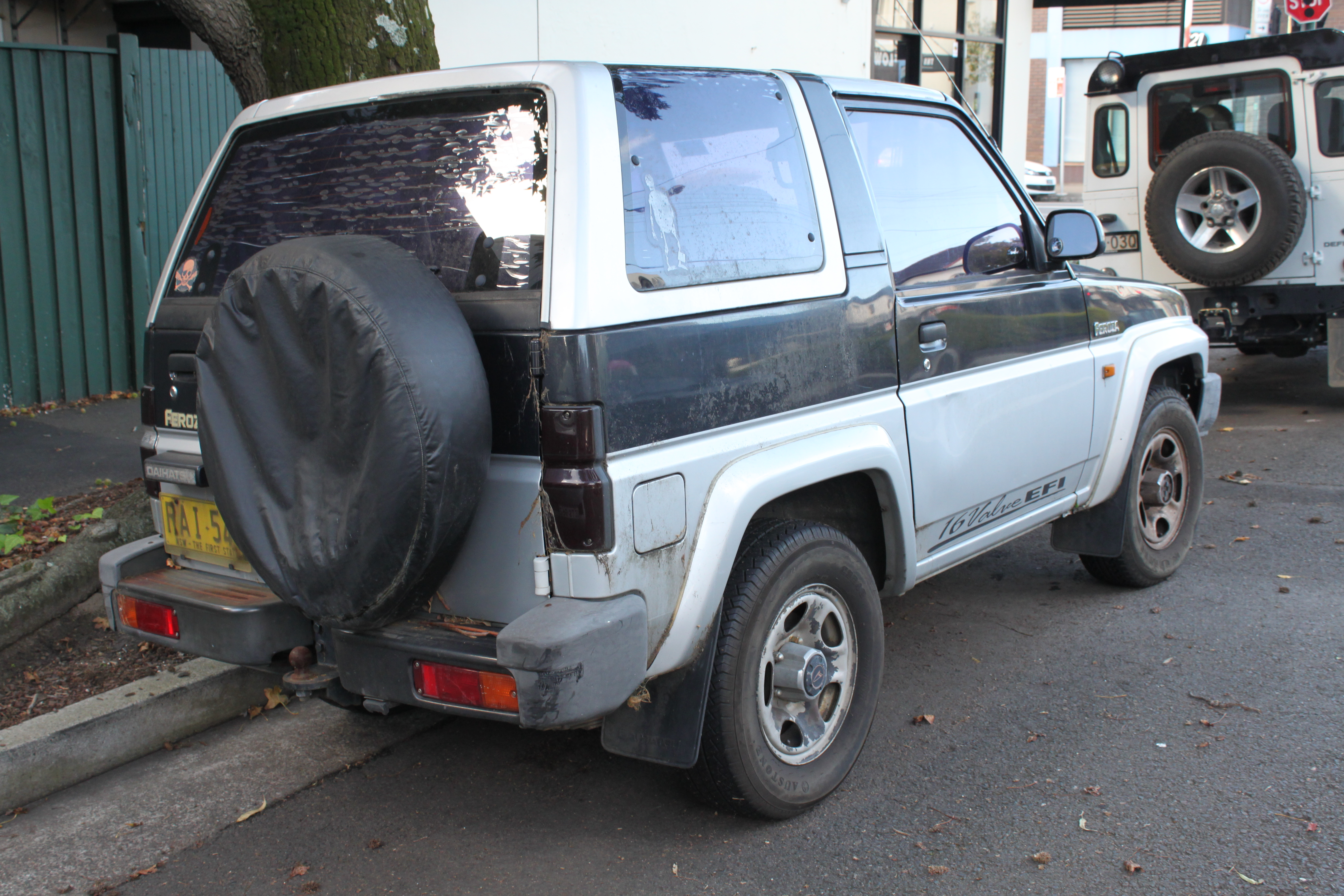
EL-Ⅲ ハードトップ（リア）
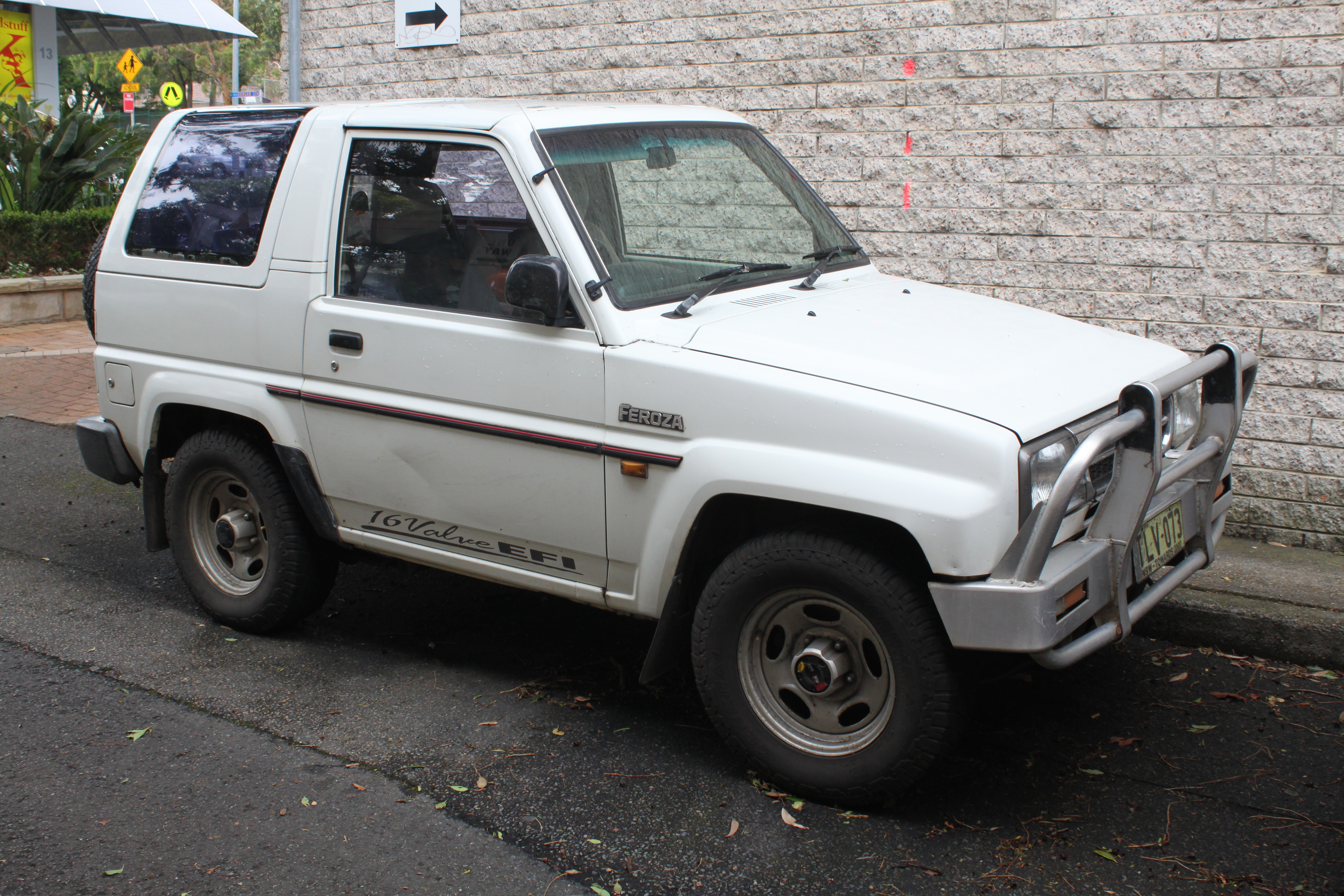
CXi ハードトップ（フロント）
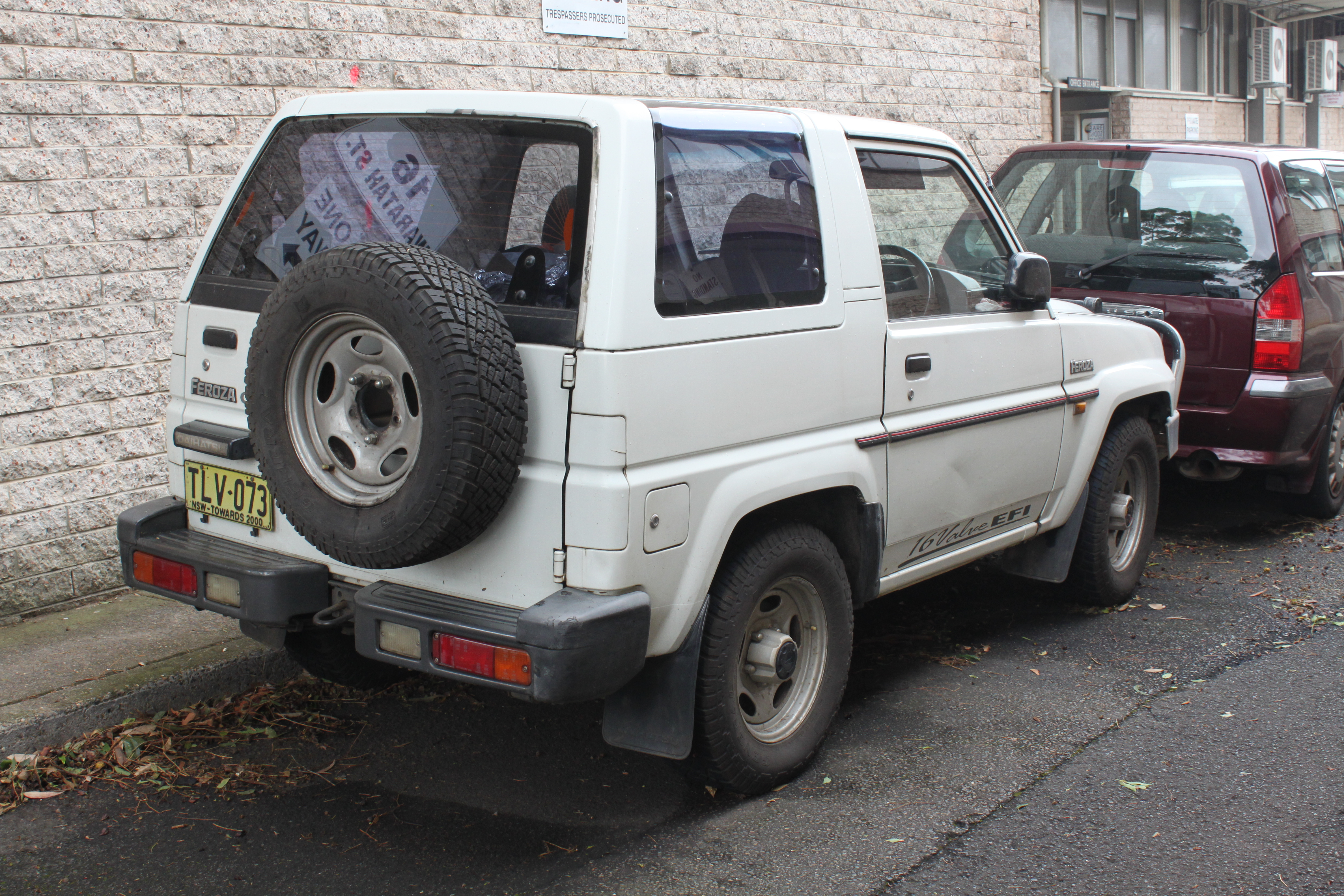
CXi ハードトップ（リア）

## 初代 インドネシア仕様 F7#型（1993年 - 1999年）

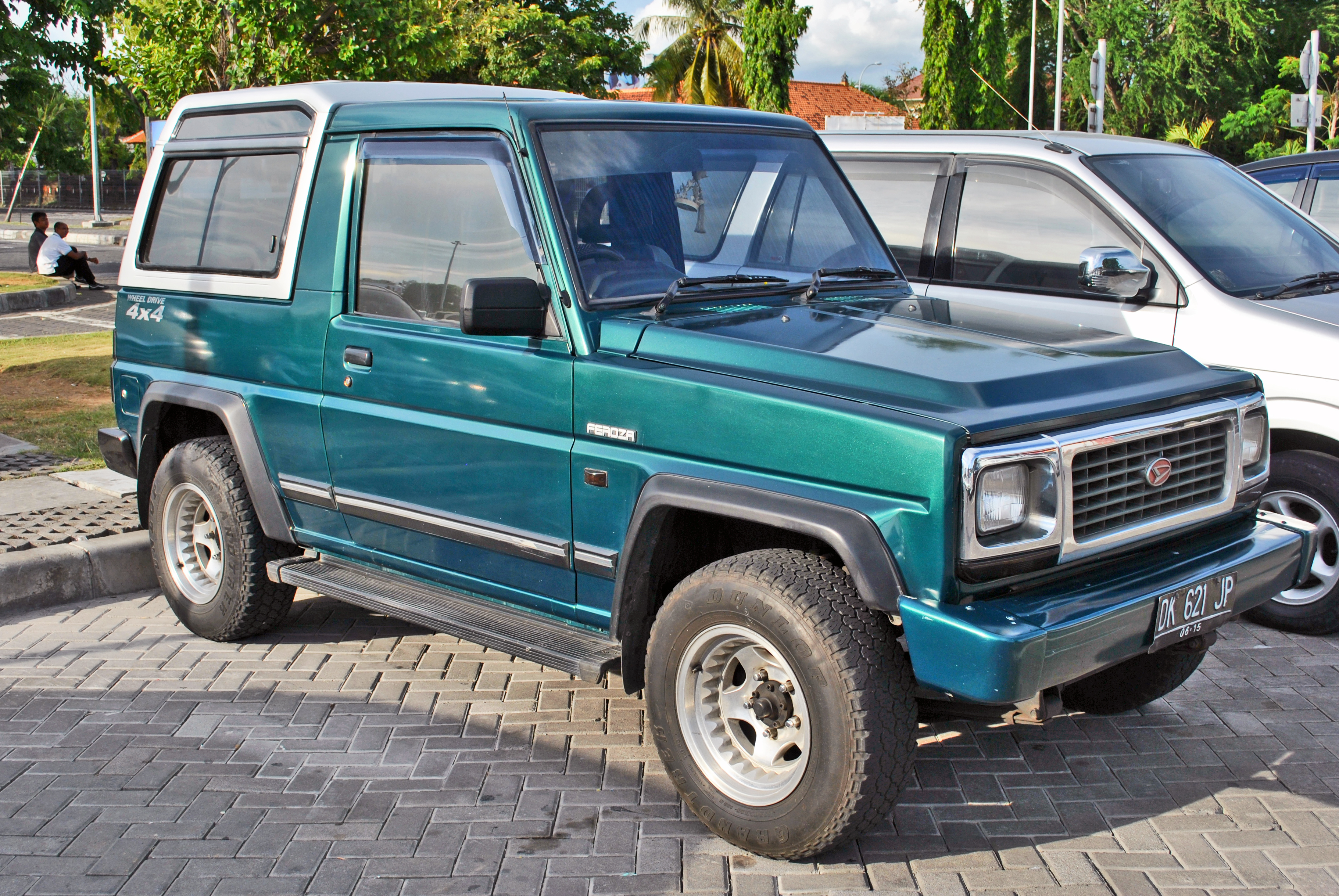
3ドア（フロント）
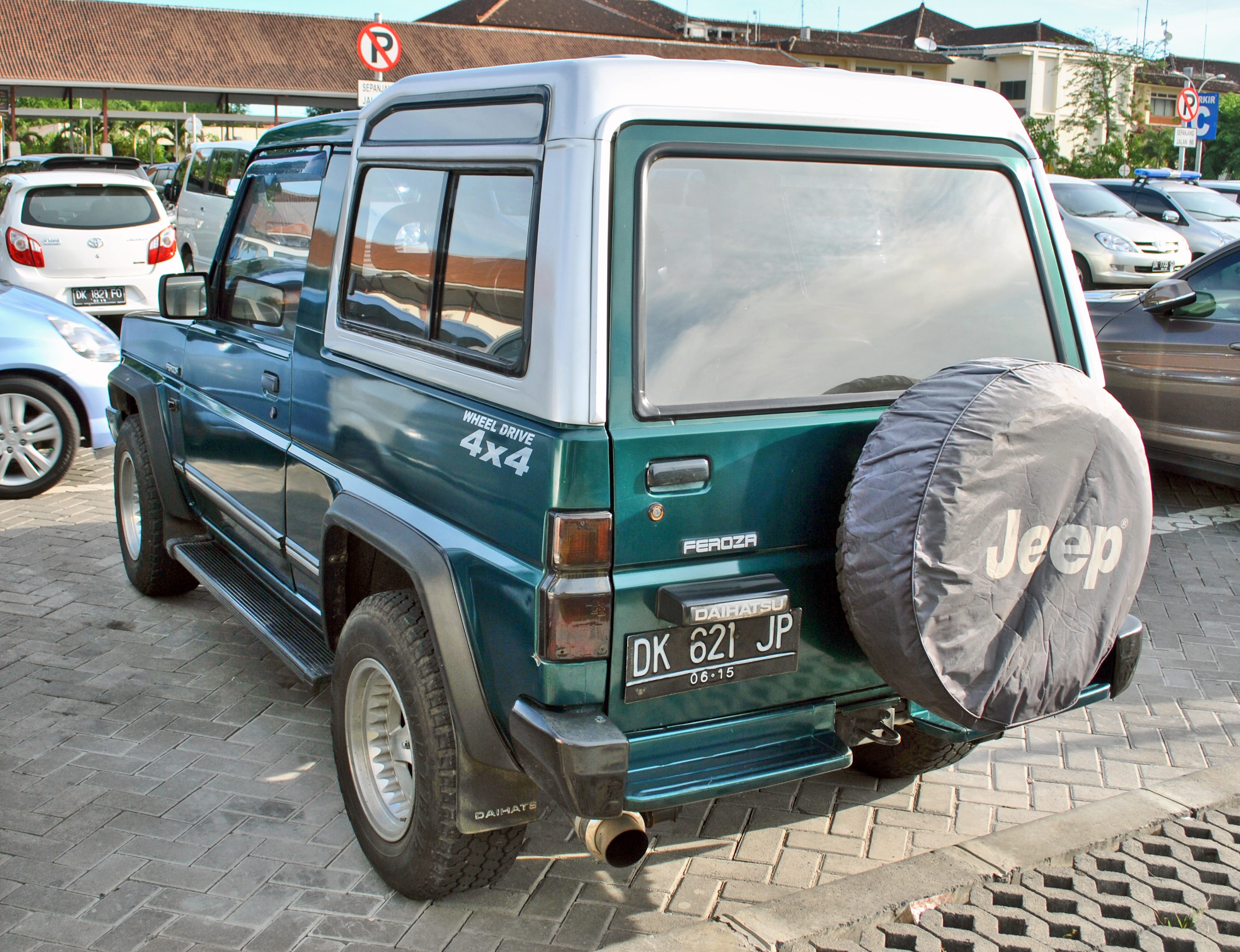
3ドア（リア）